# Mary Elizabeth Ellis
Pour les articles homonymes, voir Ellis.
Mary Elizabeth Ellis est une actrice et scénariste américaine née le 11 mai 1979 à Laurel (États-Unis). Elle est connue pour ses rôles récurrents dans les séries Philadelphia et New Girl et pour avoir été l'un des rôles principaux de Perfect Couples. Elle est mariée à Charlie Day avec qui elle joue dans Philadelphia.

## Vie privée
Mary Elizabeth Ellis est mariée à l'acteur Charlie Day, qui partage avec elle l'affiche de Philadelphia, depuis 2006. Ils se sont connus sur le tournage de Reno 911, n'appelez pas !. Le couple a un fils nommé Russell Wallace né le 15 décembre 2011.

## Filmographie

### Actrice

#### Cinéma

##### Longs-métrages
- 2008 : A Quiet Little Marriage (en) de Mo Perkins : Olive
- 2016 : Les Cerveaux (Masterminds) de Jared Hess : Michelle Chambers
- 2020 : Marraine ou presque (Godmothered) de Sharon Maguire : Paula Walsh
- 2021 : Licorice Pizza de Paul Thomas Anderson : Momma Anita
- 2023 : Fool's Paradise de Charlie Day : une maquilleuse
- 2024 : Red One de Jake Kasdan : Olivia

##### Courts-métrages
- 2003 : Party Foul de Lucas Fleischer : La petite amie du héros
- 2003 : The Curse and the Smoking Jacket de Peter Mervis : Renee
- 2004 : Piss Hat de Mo Perkins : Lucy
- 2005 : Seed de Mo Perkins : Fay
- 2011 : Hierophant de Lionel Maunz, Brian Torrey Scott et Theo Stanley
- 2012 : Tracer Gun de Paul Grellong : Abby
- 2012 : Well Enough Alone de Heath Cullens : Sam
- 2013 : God I Hope I Get It de Leonora Pitts : Mary

#### Télévision
- 2004 : Cracking Up : Jennifer
- 2004 : Reno 911, n'appelez pas ! : Inbred Twin
- 2005-2013 : Philadelphia : La serveuse (23 épisodes)
- 2006 : Dr House : Sophie
- 2007 : FBI : Portés disparus : Sally Price
- 2009 : Cold Case : Affaires classées : Shelly Reid
- 2009 : Pulling d'Elliot Hegarty : Karen
- 2011 : Perfect Couples : Amy (11 épisodes)
- 2011-2014 : New Girl : Caroline (6 épisodes)
- 2012-2013 : Happy Endings : Daphne Wilson (2 épisodes)
- 2012 : Georgia : Georgia (3 épisodes)
- 2012 : Up All Night : Connie Chafin (2 épisodes)
- 2013 : The Millers : Debbie
- 2013 : Brooklyn Nine-Nine : Dr Rossi
- 2013 : Comedy Bang! Bang! : Comedy Executive
- 2014 : The Last Time You Had Fun de Mo Perkins : Alison
- 2015 : The truth about lies : Sharon
- 2015 : Your Family or Mine : Claire
- 2017 - 2019 : Santa Clarita Diet : Lisa Palmer (15 épisodes)
- 2024 : Espion à l'Ancienne : Emilie

### Scénariste
- 2008 : A Quiet Little Marriage de Mo Perkins